# 카트린 야콥스도티르
카트린 야콥스도티르(아이슬란드어: Katrín Jakobsdóttir, 1976년 2월 1일~ )는 아이슬란드의 제28대 총리다. 2007년 좌파녹색운동 소속으로 레이캬비크 북부 선거구에서 국회의원으로 당선됐고 소속당의 부회장이 됐다. 2009~2013년 교육·과학·문화 장관과 북유럽 협력 장관을 겸임했다. 2013년 좌파녹색운동의 회장이 됐고 2017년부터 2024년까지 총리직에 재직했다. 퇴임 후 2024년 아이슬란드 대통령 선거에 출마했으나 53,980표(25.19%)를 획득하여 2위로 낙선하였다.